# Corrado Orrico
Corrado Orrico (ur. 16 kwietnia 1940 w Massa) włoski trener piłkarski, w sezonie 1991/1992 trener Interu Mediolan.